# Němčičky (district de Břeclav)
Pour les articles homonymes, voir Němčičky.
Němčičky (en allemand : Klein Niemtschitz, auparavant Ober Niemtschitz) est une commune du district de Břeclav, dans la région de Moravie-du-Sud, en République tchèque. Sa population s'élevait à 710 habitants en 2020.

## Géographie
Němčičky se trouve à 21 km au nord-nord-ouest de Břeclav, à 33 km au sud-est de Brno et à 215 km au sud-est de Prague.
La commune est limitée par Boleradice et Morkůvky au nord, par Bořetice et Kobylí à l'est, par Velké Pavlovice au sud et par Horní Bojanovice à l'ouest.

## Histoire
La première mention écrite de la localité date de 1349.

## Galerie
|  |